# Simomura Jukio
Simomura Jukio (Hirosima, 1932. január 25. –) japán válogatott labdarúgó.
A japán válogatott tagjaként részt vett az 1956. évi nyári olimpiai játékokon.

## Statisztika
| Japán válogatott | Japán válogatott | Japán válogatott |
| Időszak          | Mérk.            | gól              |
| ---------------- | ---------------- | ---------------- |
| 1955             | 1                | 0                |
| Összesen         | 1                | 0                |